# Marino Livolsi
 Marino Livolsi  (Milan, 1937) est un sociologue italien.

## Activités professionnelles
Il est professeur titulaire de sociologie des processus culturels et communicatifs auprès de l'université Vie-Santé Saint-Raphaël à Milan, où il enseigne la sociologie et la sociologie de la communication (à la faculté de psychologie et au département de maitrise des sciences de la communication). Il offre également des cours théoriques et pratiques de communications de masse à l'université de Sienne.
Auparavant, il enseigna à l'université de Trente, où il dirigea la faculté de sociologie, ainsi qu'à la Libre Université des Langues et de la Communication de Milan, où il fut recteur et président du cours de maitrise en science et technologie de la communication.
Il fut coordinateur de la section Processus et institutions culturelles de l’association italienne de sociologie, et secrétaire de la section communications de l’association sociologique internationale.
Il fut responsable des projets spéciaux lors de la Biennale de Venise

## Publications principales
- 1967 : (it) Comunicazione e integrazione, Barbera (en français : Communication et intégration)
- 1969 : (it) Comunicazioni e cultura di massa. Testi e documenti, Hoepli (en français : Communications et culture de masse)
- 1970 : (it) La stampa quotidiana in Italia, Bompiani (en français : La Presse quotidienne en Italie)
- 1974 : (it) La riproduzione dei rapporti sociali, Venezia, Marsilio (en français : La Reproduction des rapports sociaux)
- 1979 : (it) Informazione. Consenso o dissenso, Il Saggiatore  (en français : Information. Consensus et dissension)
- 1980 : (it) Per una nuova scuola dell’obbligo, Il Mulino  (en français : Pour une nouvelle responsabilité sociale)
- 1981 : (it) La Sociologia. Problemi e metodi, Teti (en français : La sociologie. Problèmes et méthodes)
- 1981 : (it) Le Comunicazioni di massa. Problemi e prospettive, F.Angeli (en français : Les communications de masse. Problèmes et perspectives.)
- 1981 : (it) Bambini non si nasce, F.Angeli
- 1984 : (it) La fabbrica delle notizie, F.Angeli (en français : L'usine des informations)
- 1986 : (it) Almeno un libro. Gli italiani che non leggono, La nuova Italia (en français : Au moins un livre. Les Italiens qui ne lisent pas)
- 1987 : (it) E comprarono felici e contenti, Edizioni Il Sole (en français : Et ils achètent les bonheurs et les satisfactions)
- 1987 : (it) Identità e progetto, La nuova Italia (en français : Identité et projet)
- 1988 : (it) La ricerca sull’industria culturale, La Nuova Italia Scientifica (en français : La Recherche sur l'industrie culturelle)
- 1988 : (it) Schermi ed ombre, La Nuova Italia (en français : Écrans et ombres)
- 1991 : (it) Un nuovo modello per la scuola, La Nuova Italia Scientifica (en français : Un nouveau modèle pour l'école)
- 1992 : (it) Il pubblico dei media, La Nuova Italia (en français : Le Public des médias)
- 1993 : (it) L’Italia che cambia, La Nuova Italia (en français : L'Italie qui change)
- 1995 : (it) La comunicazione politica tra prima e seconda repubblica, F.Angeli (en français : La communication politique des première et deuxième républiques)
- 1997 : (it) Il televoto, F.Angeli (en français : Le Vote par téléphone)
- 1998 : (it) La realtà televisiva, Laterza (en français : La Télé-réalité)
- 2000 : (it) Manuale di Sociologia della comunicazione, Laterza (en français : Manuel de sociologie de la communication)
- 2001 : (it) Personalizzazione e distacco, F. Angeli (en français : Personnalisation et distanciation)
- 2003 : (it) L’attesa continua…, F. Angeli (en français : L’Attente qui continue…)
- 2004 : (it) Il pubblico dei media, Carocci (en français : Le Public des médias)
- 2005 : (it) Il pubblico televisivo, F. Angeli (en français : Le Public télévisuel)
- 2005 : (it) Nuovi movimenti politici, F. Angeli (en français : Nouveaux mouvements politiques)
- 2006 : (it) La società degli individui - Globalizzazione e mass-media in Italia, Carocci (en français : La société des individus – Globalisation et média de masse en Italie)

## Sources
- (it) Cet article est partiellement ou en totalité issu de l’article de Wikipédia en italien intitulé « Marino Livolsi » (voir la liste des auteurs).